# Świadek (film 1985)
Świadek (ang. Witness) – amerykański film kryminalny z 1985 roku w reżyserii Petera Weira z Harrisonem Fordem i Kelly McGillis w rolach głównych. Zdjęcia kręcono w Pensylwanii (m.in. w Filadelfii).

## Opis fabuły
Mały chłopiec, amisz, jest przypadkowym świadkiem morderstwa na dworcu. Policjant John Book otrzymuje zadanie aby ochronić jedynego świadka zabójstwa. W tym celu udaje się do wioski amiszów.

## Główne role
- Harrison Ford – Detektyw John Book
- Kelly McGillis – Rachel Lapp
- Lukas Haas – Samuel Lapp
- Josef Sommer – Komendant Paul Schaeffer
- Danny Glover – Detektyw James McFee
- Jan Rubes – Eli Lapp
- Aleksandr Godunow – Daniel Hochleitner
- Viggo Mortensen – Moses Hochleitner

## Powiązania
Hinduski film Paap nawiązuje tematyką do Świadka. Policjant ukrywa się w tej wersji nie u amiszów (jak w Świadku), ale w Himalajach w klasztorze buddyjskim.

## Nagrody i nominacje
Oscary za rok 1985
- Najlepszy scenariusz oryginalny – Earl W. Wallace, William Kelley, Pamela Wallace
- Najlepszy montaż – Thom Noble
- Najlepszy film – Edward S. Feldman (nominacja)
- Najlepsza reżyseria – Peter Weir (nominacja)
- Najlepsze zdjęcia – John Seale (nominacja)
- Najlepsza scenografia i dekoracje wnętrz – Stan Jolley, John H. Anderson (nominacja)
- Najlepsza muzyka – Maurice Jarre (nominacja)
- Najlepszy aktor – Harrison Ford (nominacja)

Złote Globy 1985
- Najlepszy dramat (nominacja)
- Najlepsza reżyseria – Peter Weir (nominacja)
- Najlepszy scenariusz – William Kelley, Earl W. Wallace (nominacja)
- Najlepsza muzyka – Maurice Jarre (nominacja)
- Najlepszy aktor dramatyczny – Harrison Ford (nominacja)
- Najlepsza aktorka drugoplanowa – Kelly McGillis (nominacja)

Nagrody BAFTA 1985
- Najlepsza muzyka – Maurice Jarre
- Najlepszy film – Edward S. Feldman, Peter Weir (nominacja)
- Najlepszy scenariusz oryginalny – Earl W. Wallace, William Kelley (nominacja)
- Najlepsze zdjęcia – John Seale (nominacja)
- Najlepszy montaż – Thom Noble (nominacja)
- Najlepszy aktor – Harrison Ford (nominacja)
- Najlepsza aktorka – Kelly McGillis (nominacja)